# Hekkie Budler
Hekkie Budler (* 18. Mai 1988 in Johannesburg, Südafrika) ist ein südafrikanischer Profiboxer. Er ist ehemaliger Weltmeister der WBA im Strohgewicht und aktueller Weltmeister der Verbände IBF und WBA (Superchampion) sowie der weltweit bedeutendsten und populärsten Boxzeitschrift The Ring im Halbfliegengewicht.

## Profikarriere
Halbfliegengewicht
Er trat zuerst im Halbfliegengewicht an und siegte in seinem Profidebüt über Michael Sediane bereits in der ersten Runde durch K. o. Im Jahre 2009 wurde er Afrikanischer Meister des unbedeutenden Verbandes IBO. Diesen Titel verteidigte er zweimal. 2010 errang er den Weltmeistergürtel der IBO, welchen er einmal erfolgreich verteidigen konnte und in seiner zweiten Titelverteidigung bereits verlor.
Strohgewicht
Am 24. September 2011 konnte Budler auch IBO-Weltmeister im Strohgewicht werden. Gegen den Argentinier Hugo Hernan Verchelli wurde er durch einen T.-K.-o-Sieg in der 4. Runde Interimsweltmeister der WBA. Am 1. März 2014 sicherte er sich mit einem Erstrunden-K. o. gegen den Kolumbianer Karluis Diaz den vakanten WBA-Weltmeistertitel. Er verteidigte diesen Gürtel im Jahre 2015 gegen Pigmy Kokietgym durch klassischen K. o. in Runde 8 und gegen Xiong Chao Zhong, Jesus Silvestre und Simphiwe Khonco  jeweils durch einstimmige Punktentscheidung.
An Byron Rojas verlor Budler seinen Weltmeisterschaftsgürtel nach Version der WBA am 19. März des darauffolgenden Jahres nach Punkten.
Erneut im Halbfliegengewicht
Der Linksausleger wechselte wieder ins Halbfliegengewicht, wo er bereits im Oktober desselben Jahres durch einen Sieg nach Punkten über Siyabonga Siyo den WBA Pan-African title erhielt. Noch im selben Jahr schlug er Joey Canoy in Runde 8 vorzeitig und gewann dadurch abermals die IBO-Weltmeisterschaft.
Im Jahr 2017 kämpfte Budler gegen Milan Melindo um den IBF-Weltmeistergürtel und unterlag durch geteilte Punktrichterentscheidung.
Im Jahr darauf bekam er gegen den Japaner Ryōichi Taguchi erneut die Chance Weltmeister zu werden; dieses Mal ging es um drei Titel: WBA (super), IBF und The Ring. Budler konnte dieses Gefecht äußerst knapp, aber verdient für sich entscheiden (alle drei Punktrichter werteten 114:113 für Budler).